# Servei Gallec de Salut
El Servei Gallec de Salut (en gallec: Servizo Galego de Saúde, SERGAS) és l'organisme encarregat de l'assistència sanitària pública de Galícia. Va ser creat per la Llei 1/1989 en transferir-se les competències en matèria sanitària a la Xunta de Galícia.
Integra tots els centres i serveis sanitaris de l'administració gallega. És un organisme autònom de caràcter administratiu depenent de la Conselleria de Sanitat de la Xunta.
L'any 2013 va ser guardonat amb el Premi Nacional d'Innovació i Disseny a la Compra Pública Innovadora.

## Estructura actual

### Estructura dels serveis centrals
L'any 2010 l'estructura del SERGAS definida pel Decret 132/2009 era la següent:
- Presidència: la Consellera de Sanitat.
- Gerència.
- Tres Direccions generals:
  - Direcció d'Assistència Sanitària: responsable de l'organització de l'assistència sanitària, de la investigació i de la coordinació amb el Ministeri i amb la resta dels serveis de salut. També és el responsable del control dels convenis amb entitats privades.
  - Direcció de Recursos Econòmics: responsable de l'elaboració i control dels pressupostos del SERGAS, comptabilitat i contractes que firmen directament els serveis centrals.
  - Direcció de Recursos Humans: responsable del personal del SERGAS.

## Centres sanitaris del SERGAS
Llista d'hospitals i altres centres que formen el Servei Gallec de Salut:

### Província de la Corunya

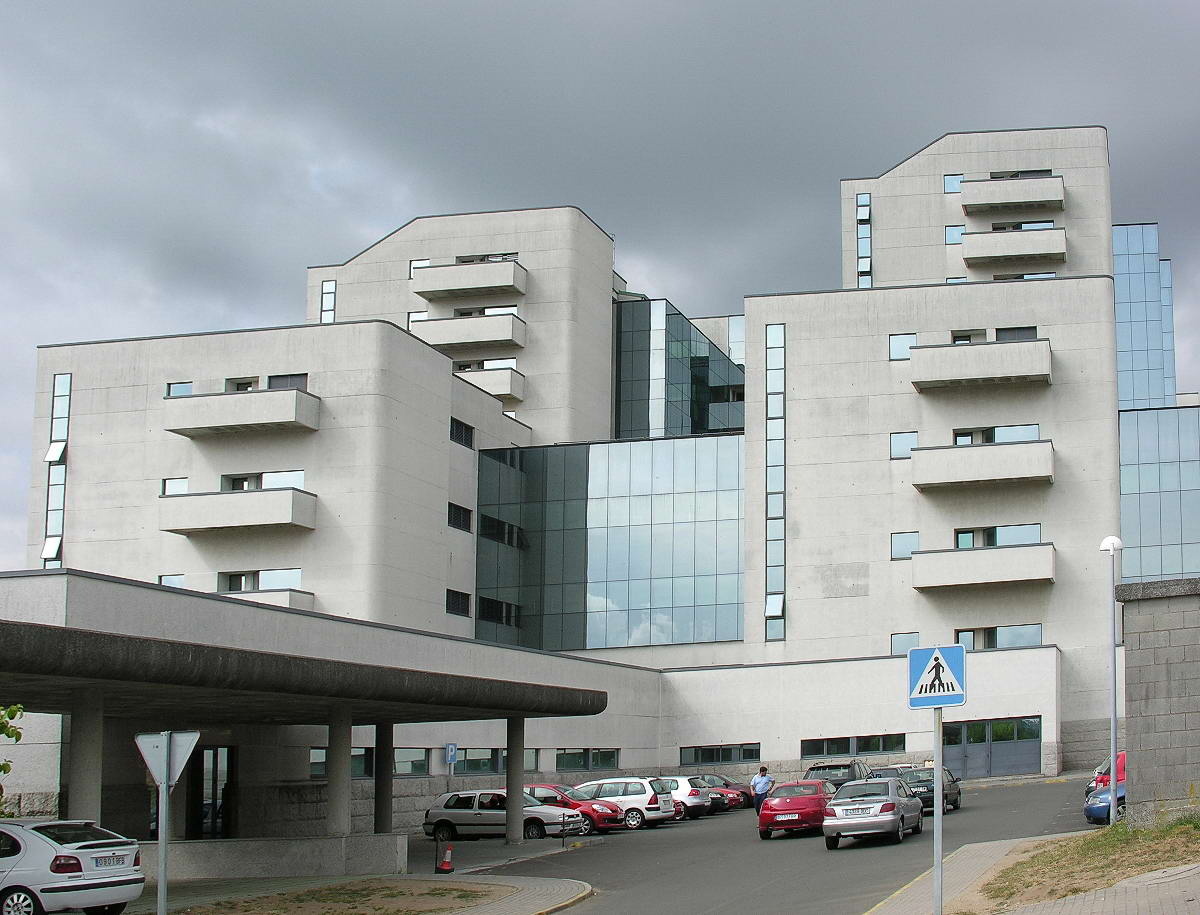
Clínic de Santiago.

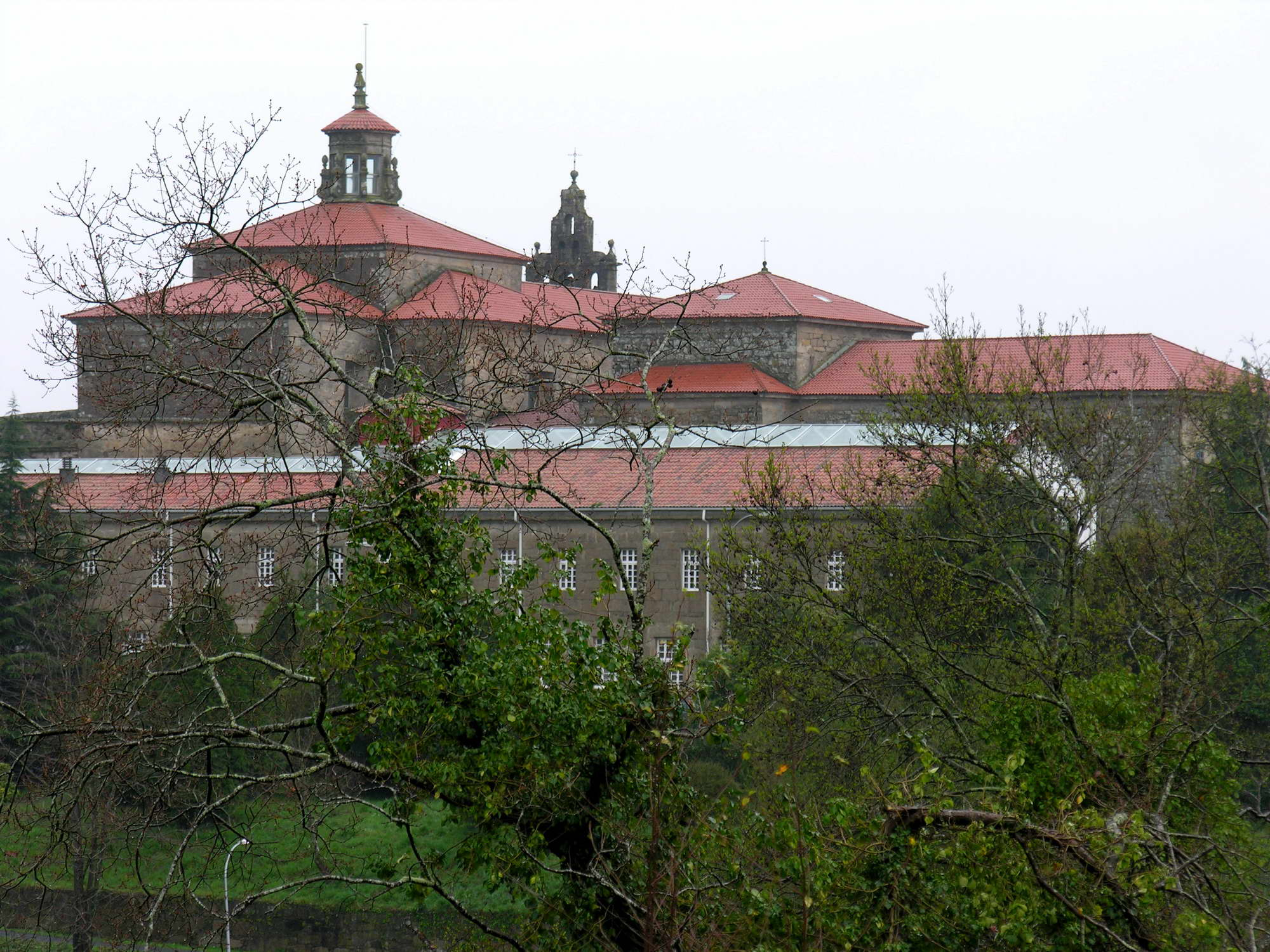
Psiquiàtric de Conxo.

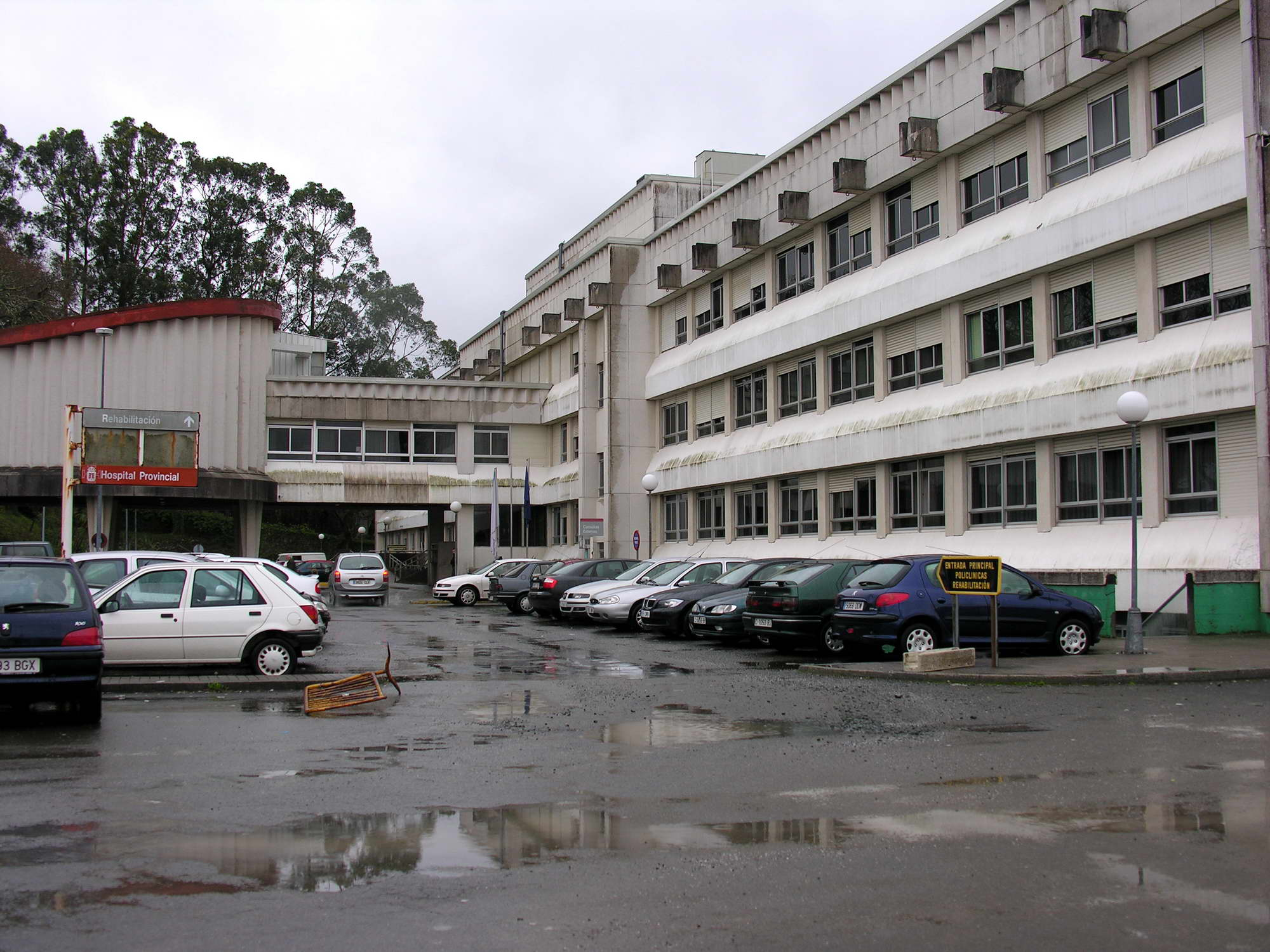
Mèdic Quirúrgic de Conxo.

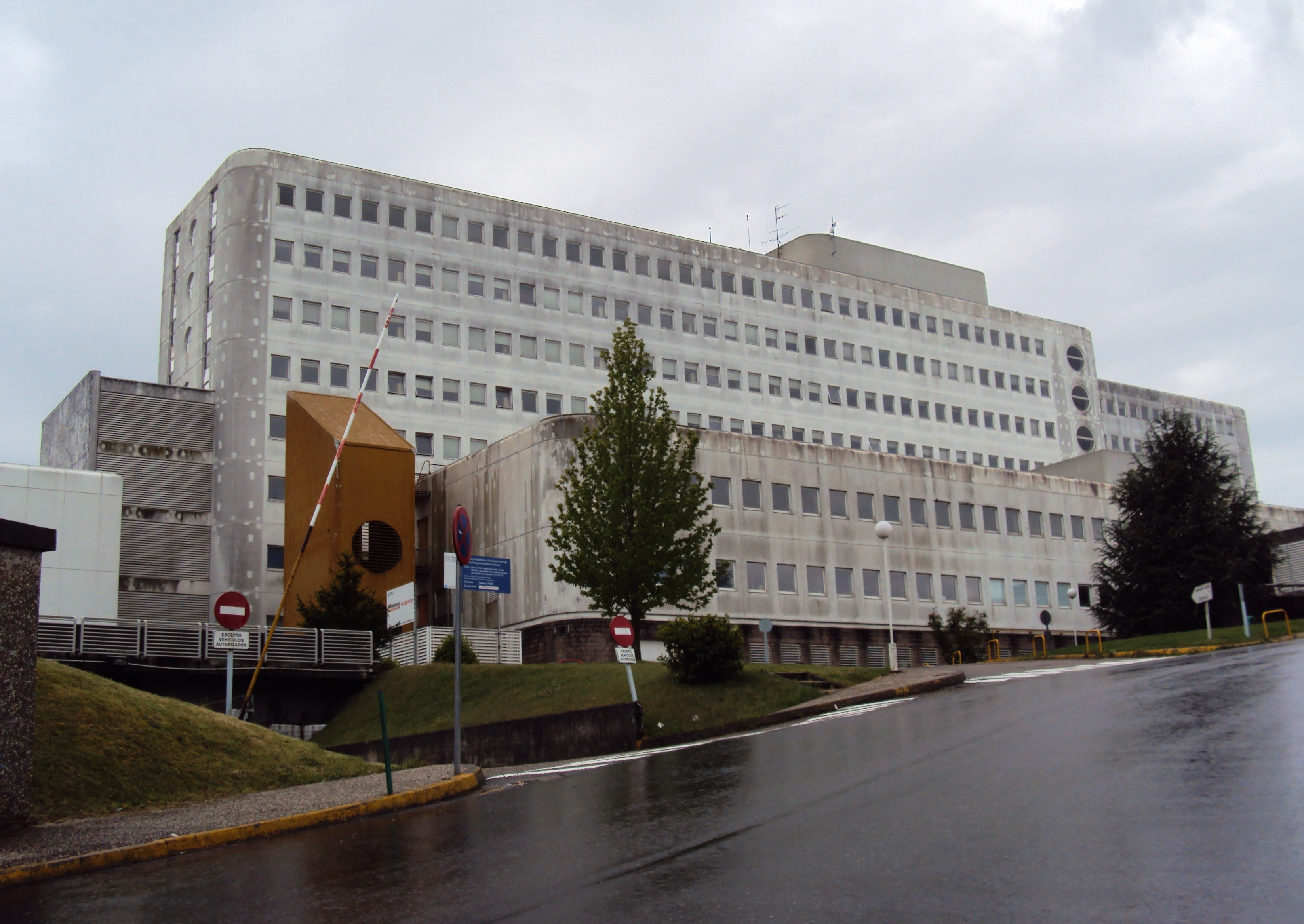
Hospital d'O Meixoeiro.

- Complex Hospitalari Universitari de Santiago de Compostel·la (CHUS)
  - Hospital Clínic Universitari
  - Hospital Gil Casares
  - Hospital Psiquiàtric de Conxo
  - Hospital Mèdic Quirúrgic de Conxo
  - Centre d'Especialitats Ambulatori Concepción Areal
  - Centre d'Especialitats de Lalín

- Complex Hospitalari Universitari A Coruña (CHUAC)
  - Hospital A Coruña
  - Hotel de pacients (annex a l'Hospital A Coruña)
  - Sanatori Marítim d'Oza
  - Hospital Abente y Lago
  - Hospital Matern-Infantil Teresa Herrera
  - Centre d'Especialitats Ventorrillo
  - Centre d'Especialitats de Carballo
  - Centre d'Especialitats Abente y Lago
  - Centre d'Especialitats de Betanzos
  - Centre d'Orientació Familiar

- Complex Hospitalari Arquitecte Marcide-Novoa Santos (Ferrol)

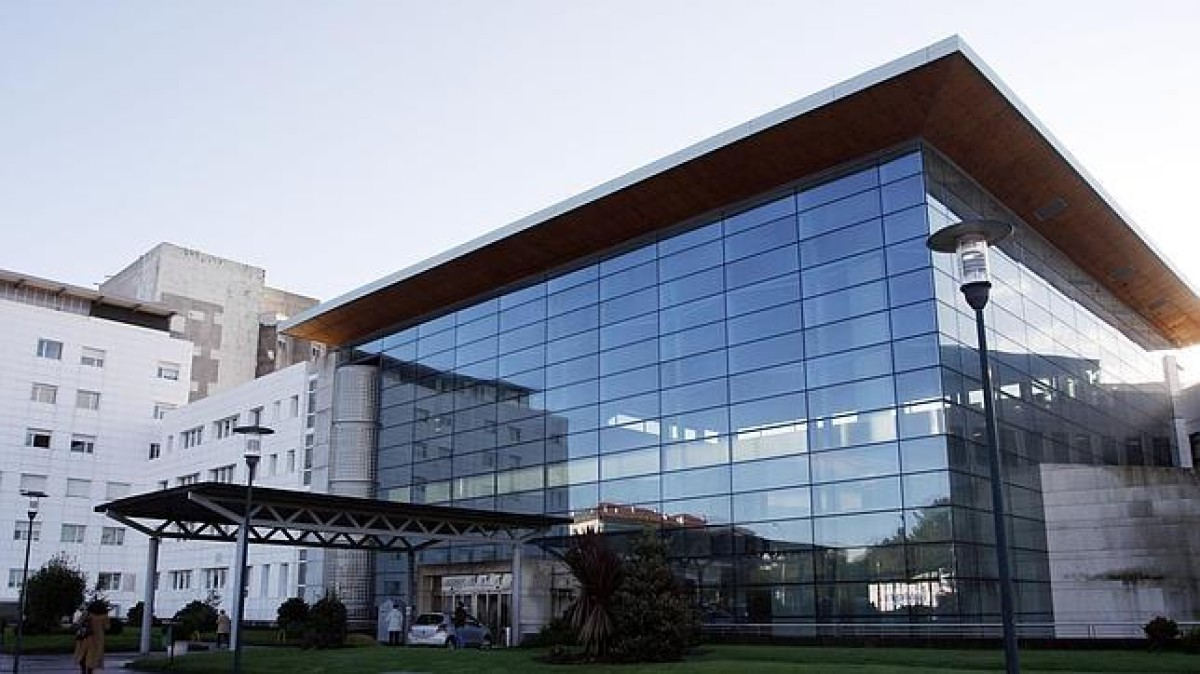
Hospital Arquitecte Marcide

- - Hospital Arquitecto Marcide
  - Hospital Professor Novoa Santos
  - Hospital Naval

### Província de Lugo
- Complex Hospitalari Xeral-Calde de Lugo
  - Hospital Universitari Lucus Augusti (HULA)
  - Hospital Xeral de Lugo (centre de dia)
  - Hospital de Calde (psiquiàtric)
  - Hospital Provincial San José
  - Centre d'Especialitats Praza do Ferrol

- Hospital Comarcal de Monforte
- Hospital de la Costa, a Burela

### Província d'Ourense
- Complex Hospitalari d'Ourense (CHOU)
  - Hospital Cristal
  - Hospital Santa María Nai
  - Hospital Piñor
  - Hospital Psiquiàtric Dr. Cabaleiro Goás
  - Centre d'Especialitats Rúa do Concello

- Hospital Comarcal de Valdeorras, a O Barco
- Hospital de Verín

### Província de Pontevedra

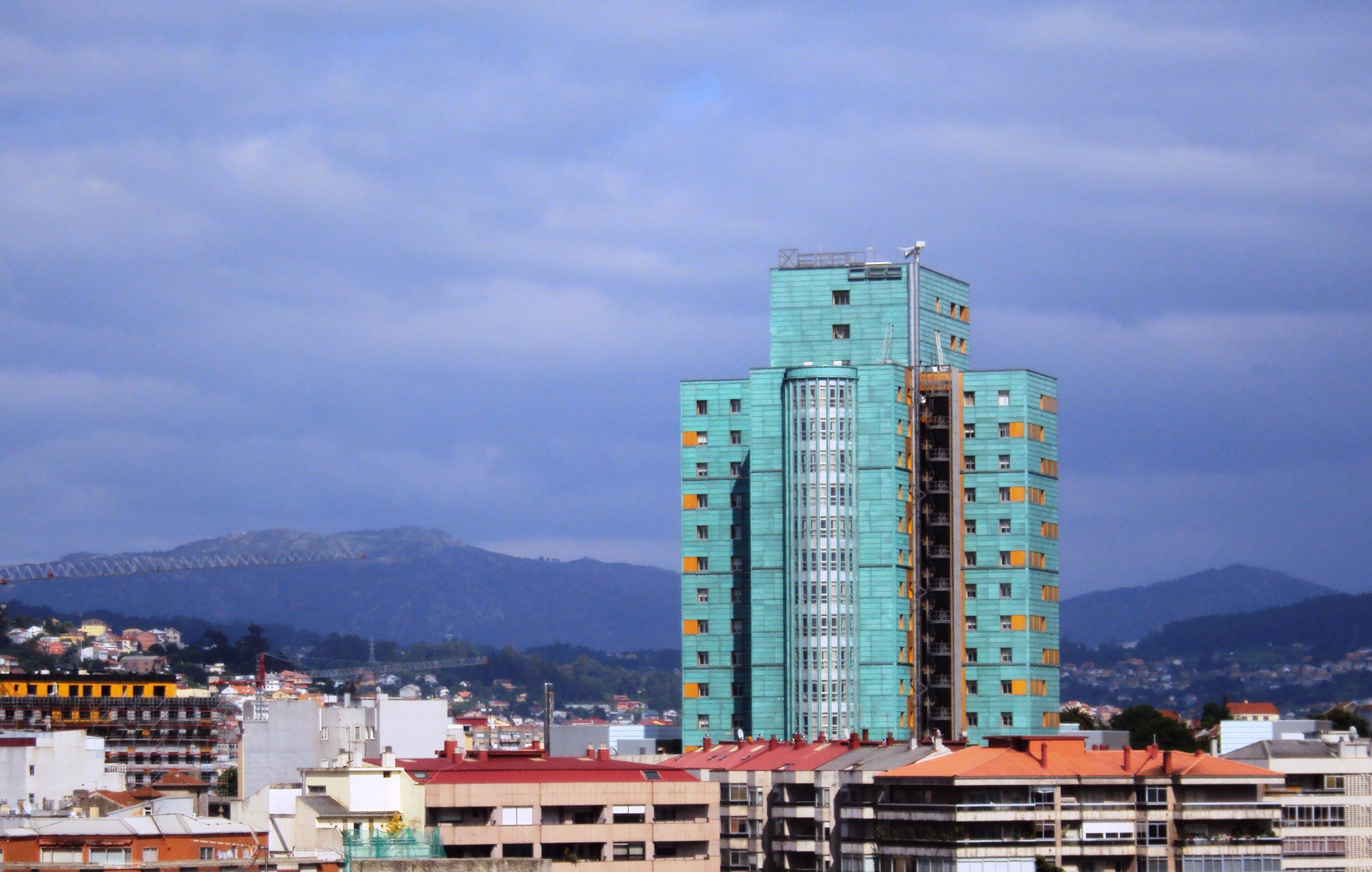
Hospital Xeral de Vigo.

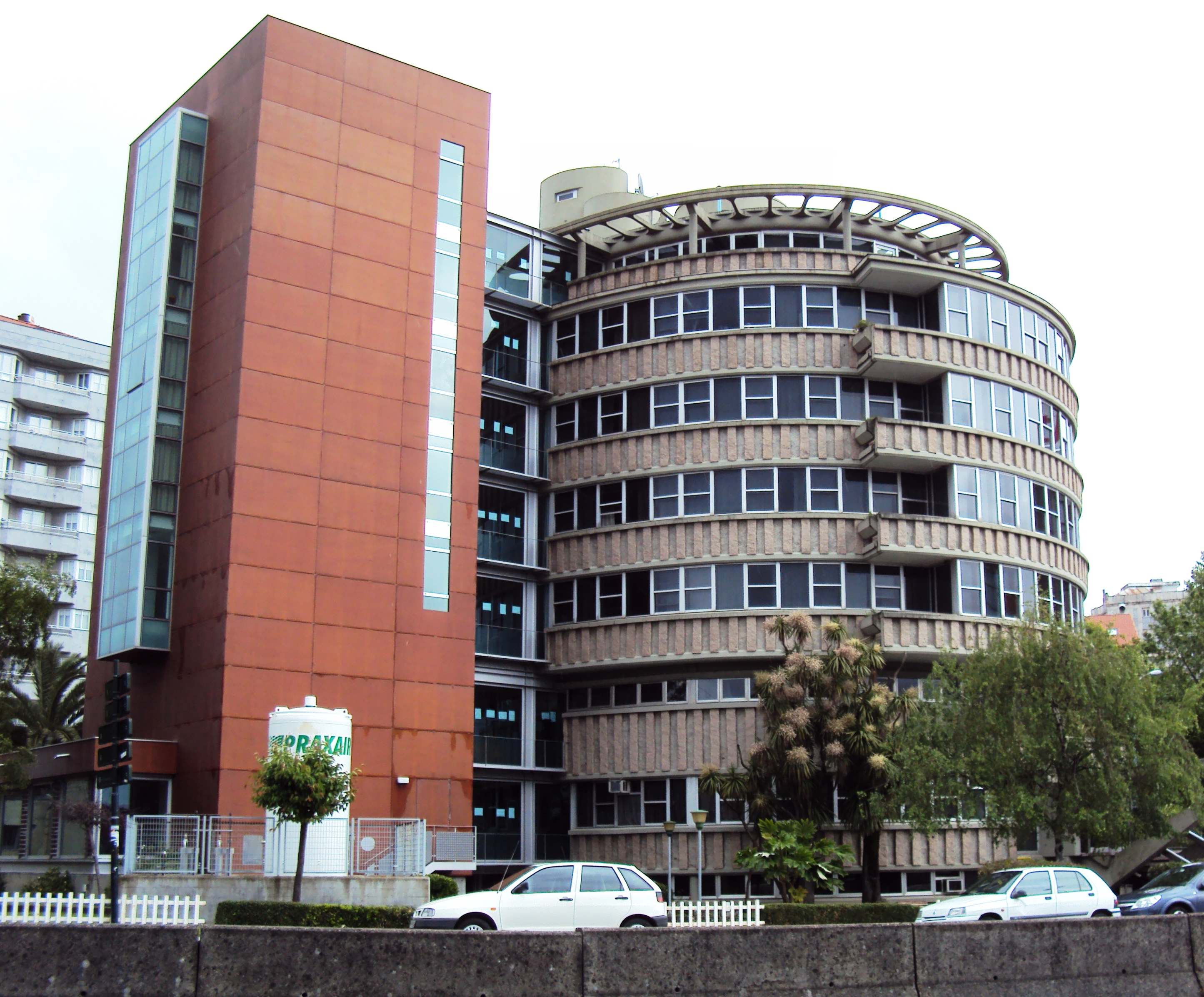
Policlínic Cíes.

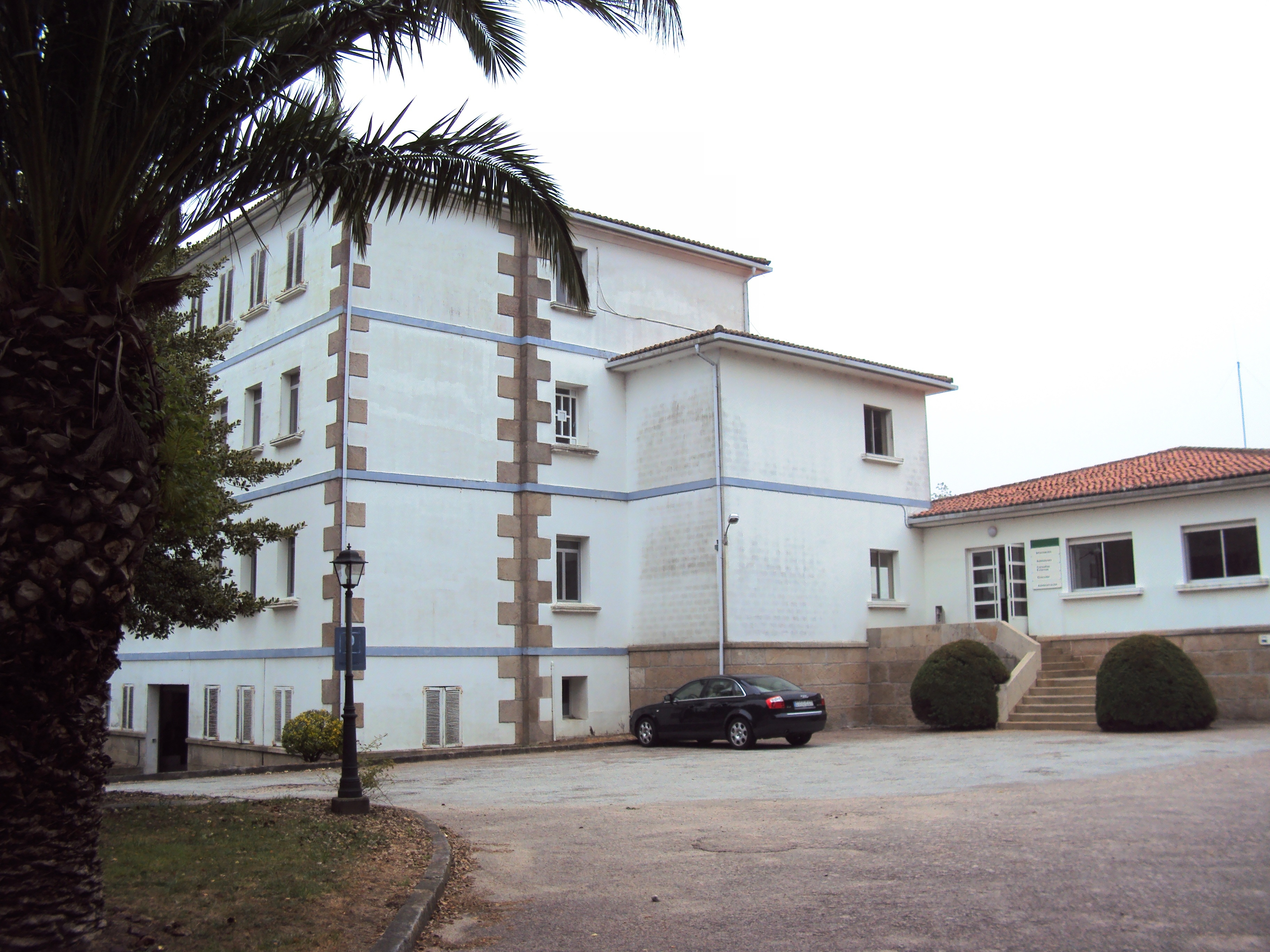
Psiquiàtric d'O Rebullón, en Mos.

- Complex Hospitalari de Pontevedra (CHOP)
  - Hospital Provincial
  - Hospital de Montecelo
  - Centre d'Especialitats Casa do Mar de Vilagarcía de Arousa
  - Centre d'Especialitats Mollabao

- Complex Hospitalari Universitari de Vigo (CHUVI)
  - Hospital Xeral de Vigo
  - Policlínic Cíes
  - Hospital d'O Meixoeiro
  - Hospital Psiquiàtric d'O Rebullón
  - Hospital Nicolás Peña (antic Hospital Municipal)
  - Centre d'especialitats de Coia
  - Centre d'especialitats d'A Doblada
  - Hospital Álvaro Cunqueiro
  - Hospital Comarcal d'O Salnés, a Vilagarcía de Arousa